# Batu XII
Batu Xii is een bestuurslaag in het regentschap Aceh Utara van de provincie Atjeh, Indonesië. Batu Xii telt 1243 inwoners (volkstelling 2010).